# Осада Сард (547 до н. э.)
Осада Сард (547 год до н. э.) — 14-дневная осада персидскими войсками лидийской столицы Сарды.
После победы при Фимбрарах персидский царь Кир II Великий осадил Сарды. Штурм окончился неудачно, однако персы обнаружили, что одна часть стены, считающаяся неприступной, практически не охраняется. Персы поднялись на скале и смогли неожиданно атаковать лидийцев. Вскоре Сарды были взяты, и лидийский царь Крёз попал в плен.